# Nicole Deufel
Nicole Deufel (* 1974 in Albstadt) ist eine deutsche Kulturwissenschaftlerin.

## Leben
Deufel absolvierte 1993 ihr Abitur in Deutschland und studierte anschließend Kunst an der San Francisco State University (Abschluss im Jahr 2000: Master of Arts) und Kulturinterpretation in den USA und Großbritannien und promovierte an der London Global University mit der Dissertation Towards a critical heritage approach to heritage interpretation and public benefit: comparative case studies of England and Germany.
Vor ihrer Tätigkeit in Oldenburg war Deufel in Großbritannien für eine Unternehmensberatung im Kultur- und Museumsbereich im schottischen Midlothian tätig. Zwischen 2005 und 2016 lebte sie in Schottland.
Deufel lehrt Praktische Museologie an der Carl von Ossietzky Universität Oldenburg in der Fakultät III Sprach- und Kulturwissenschaften nebenamtlich am Institut für Materielle Kultur.
Von September 2016 bis September 2019 war Deufel Leiterin des Amtes für Museen, Sammlungen und Kunsthäuser der Stadt Oldenburg und damit Leiterin des Stadtmuseums, des Edith-Russ Hauses für Medienkunst und des Horst-Janssen-Museums.
Anschließend übernahm sie – als Nachfolgerin von Jürgen Wasella – die Leitung der Volkshochschule (VHS) in Aalen.
Deufel betreibt einen englischsprachigen Blog zu Interpretation und Management von Kulturerbe.

## Mitgliedschaften
- Vizepräsidentin für Strategie der Wissenschaftlichen Kommission für Interpretation und Präsentation von Kulturstätten von ICOMOS
- Forschungskoordinatorin für Interpret Europe – European Association for Heritage Interpretation
- Mitglied von ICOMOS, Deutscher Museumsbund, Museums Association (GB) und National Association of Interpretation (USA)[7]